# کاستل ماداما
کاستل ماداما (به ایتالیایی: Castel Madama) یک کومونه در ایتالیا است که در استان رم واقع شده‌است.

## خصوصیات
کاستل ماداما ۲۸٫۵ کیلومترمربع مساحت و ۷٬۵۶۸ نفر جمعیت دارد و ۴۲۸ متر بالاتر از سطح دریا واقع شده‌است.

## خواهرخوانده
شهر اودنرد خواهرخواندهٔ کاستل ماداما هست.